# Acacia willdenowiana
Acacia willdenowiana là một loài thực vật có hoa trong họ Đậu. Loài này được Wendl. miêu tả khoa học đầu tiên.